# Pleurodesi
La pleurodesi (dal greco πλευρά, pleyrà, «fianco» e δέσις, dèsis, «legamento») è una procedura chirurgica che consiste nell'obliterazione artificiale dello spazio pleurico e permette l'adesione dei due foglietti pleurici.

## Usi in medicina
La procedura viene eseguita per prevenire il ripetersi di pneumotorace ricorrente oppure di versamento pleurico. 
Può essere eseguita chimicamente o chirurgicamente. È generalmente da evitarsi in pazienti con fibrosi cistica, se possibile, perché un eventuale trapianto polmonare, dopo questa procedura, diventa più difficile da eseguirsi..

## Pleurodesi chimica
Alcune sostanze chimiche, come ad esempio la bleomicina, la tetraciclina, la minociclina, doxiciclina, iodopovidone, oppure un impasto di talco possono essere introdotte nella cavità pleurica attraverso un drenaggio toracico. 
Le sostanze chimiche instillate causano irritazione tra gli strati della pleura viscerale e parietale, generando un processo infiammatorio che va a chiudere lo spazio pleurico compreso tra i due foglietti ed impedisce l'ulteriore accumulo di fluido.

Iodio povidone è ugualmente efficace e sicuro come il talco, e può essere preferito a causa della facile reperibilità e del suo basso costo.
La pleurodesi chimica è una procedura dolorosa, e per questo motivo i pazienti, prima di esservi sottoposti, sono spesso premedicati con un sedativo e degli analgesici.

Talvolta un anestetico locale (ad esempio lidocaina 200 mg) viene direttamente instillato nella cavità pleurica, oppure viene posizionato un catetere epidurale per effettuare un'anestesia.

## Pleurodesi chirurgica
La pleurodesi chirurgica può essere effettuata tramite toracotomia o toracoscopia. Ciò comporta una irritazione di tipo meccanico della pleura parietale, spesso con una spugna abrasiva. Si deve anche tenere presente che la rimozione chirurgica della pleura parietale è un modo efficace per raggiungere una pleurodesi stabile.
In alternativa è possibile ricorrere a dei piccoli cateteri pleurici (TPC), in materiale plastico flessibile del diametro inferiore ad una penna, che possono essere inseriti in un contesto ambulatoriale e spesso sfociano in auto-pleurodesi.
Questi cateteri sono normalmente utilizzati da pazienti che necessitano di periodiche e ripetute evacuazioni di fluido pleurico. Proprio la periodica evacuazione di routine mantiene i due foglietti pleurici a contatto, il che provoca un lento processo di cicatrizzazione ed adesione delle due pleure.

Questo metodo presenta l'indubbio vantaggio di essere estremamente economico e di limitatissima invasività. D'altro canto, affinché si completi il processo di pleurodesi, è richiesta una media di circa trenta giorni. Ne consegue che fra tutte le modalità fin qui viste è certamente il mezzo più lento per raggiungere lo scopo.

## Complicanze
L'insufficienza respiratoria acuta, sebbene sia stata riportata a seguito di pleurodesi con talco, rappresenta una evenienza molto rara e percentualmente molto piccola sul totale delle pleurodesi effettuate con "impasti" di talco.

Questa complicanza può anche associarsi ad altre possibili cause, quali edema da riespansione polmonare, eccessiva premedicazione, gravi comorbidità, e sepsi legata all'utilizzo di talco non sterile, infine a scarsa tecnica ed esperienza nel posizionamento del tubo toracico.